# Hans Grodotzki
Hans Grodotzki (Alemania, 4 de abril de 1936) fue un atleta alemán, especializado en la pruebas de medio fondo y fondo, como los 5000 m y 10000 m, en las que llegó a ser subcampeón olímpico en 1960.

## Carrera deportiva
En los JJ. OO. de Roma 1960 ganó la medalla de plata en los 5000 metros —con un tiempo de 13:44.6 segundos, llegando a meta tras el neozelandés Murray Halberg y antes que el polaco Kazimierz Zimny— y también la plata en los 10000 metros, con un tiempo de 28:37.0 segundos, tras el soviético Pyotr Bolotnikov que con 28:32.2 segundos batió el récord olímpico, y por delante del australiano David Power (bronce).